# 鈴木悠
鈴木 悠（すずき ゆう、1988年7月19日 - ）は、東京都出身の気象予報士、防災士。2017年7月からウェザーマップに所属。

## 人物
中学生のとき校庭で空を見上げ「なんで空は青いのだろう」と疑問に思ったことをきっかけに、気象予報士に興味を持つ。
大学3年生から勉強を開始し、4年次に気象予報士試験に合格。大学院まで気候学研究を実施し、卒業後は一般企業に就職したものの、気象予報士の資格を活かしたい!チャレンジしたい!と思い、ウェザーマップに転職した。

## 担当番組

### 現在
- TBS NEWS（2022年4月 - 金曜日と日曜日担当）
- Yahoo!天気・災害 動画（2022年4月 - 火曜日夜担当）
- Nスタ（年末年始の放送で天気を担当することがある）
- ひるおび（森朗が休みの際に多胡安那や福岡良子と交代で天気を担当することがある）

### 過去
- フジテレビ ホウドウキョク「めざせ!名物予報士」（2017年）
- ラジオ FM yokohama 「Sunset Breeze」（2017年～2018年）
- NHK高松放送局「ラジオ第1 まんで香川きっきょん!?」（2020年）
- NHK松山放送局「ギュッと!四国」（2020年）
- NHK BS1「さぬきドキっ!気象予報士・悠さんの全力旅!～秋の香川を大満喫～」（2021年）
- NHK高松放送局「ゆう6かがわ」（2018年～2022年）